# حسام الدولة
أبو العباس تاش قائد جيوش خرسان لنوح بن منصور بن سُبُكْتِكِيْن. وكان نوح لما ملك خراسان وما وراء النهر استوزر أبا الحسين العتبي وكان أبو الحسن محمد بن سيجور قد استوطن خرسان وطالت أيامه واستبد فعزله العتبي واستعمل مكانه حسام الدولة سنة 371هـ و سيره من بخارى فمضى ودبر أمور البلاد وأطاعه الجند.ولما استولى عضد الدولة بن بويه على جرجان وعزل عنها قابوس بن وشمكير عامل أخيه فخر الدولة، ورد كتاب نوح إلى حسام الدولة بالمسير بعساكر خراسان جميعها إلى جرجان لاسترجاعها من يد عضد الدولة فاجتمعت إليه العساكر بنيسابور وساروا نحو جرجان فنزلوها وحصروها شهرين فلما اشتد عليهم الأمر خرجوا على عزم صدق القتال إما لهم وإما عليهم وكان مؤيد الدولة (والي جرجان) كاتب أحد القواد بعساكر خرسان وأطمعه فة عده بالانهزام عند اللقاء فلما التقى الجيشان انهزم هذا القائد ثم تلاحقت به العساكر وغنم أصحاب مؤيد الدولة ذخائرهم وعاد حسام الدولة إلى بخارى وكتب يطلب المدد، فأرسل له الأمير نوح عسكرا أكبر من الأول وفيما هم مستعدون لقصد جرجان ورد خبر وفاة الوزير العتبي فتفرق ذلك الجمع، وكان سبب قتله أن ابن سيجور وضع عليه جماعة من المماليك فقتلوه. فكتب نوح إلى إلى حسام الدولة أم يأتي ليكون مدبرا لدولته، فسار وقتل من ظفر به من قتلة العتبي وكان ذلك سنة 376هـ.واستوزر نوح عبد الله بن عزيز وكان ضد حسام الدولة فعزله وأعاد ابن سيجور فكتب حسام الدولة إلى فخر الدولة بن بويه فأمده بمال كثير وعسكر فأتى حسام الدولة نيسابور وقصدها ابن سيجور أيضا فجرت بينهم حروب عدة أيام وأنفذ فخر الدولة إلى حسام الدولة جيشا آخر فلما رأى ابن سيجور قوة حسام الدولة سار عن نيسابور واستولى عليها حسام الدولة بعد فرار ابن سيجور منها ليلا، ثم اجتمع لابن سيجور الجمع الكثير فقصد حسام الدولة فاتتلوا قتالا شديدا إلى آخر النهار فهزم حسام الدولة وأسر عدد كبير من أصحابه، فسار حسام الدولة إلى جرجان فأكرمه فخر الدولة وترك له جرجان ودهستان و استراباذ فأقام حسام الدولة هناك يجمع العساكر ثم سار إلى خراسان فلم يصل |ليها فعاد إلى جرجان وأقام فيها 3 سنوات ثم وقع بها وباء شديد مات فيه كثيرون من أصحابه ومات هو وقيل مات مسموما وذلك سنة 377هـ